# グルコキナーゼ調節タンパク質
グルコキナーゼ調節タンパク質（グルコキナーゼちょうせつタンパクしつ、英: glucokinase regulatory protein, glucokinase regulator、略称: GKRP、GCKR）は、主に肝細胞で産生されるタンパク質である。GKRPはグルコース代謝において重要な酵素であるグルコキナーゼに結合して移動を引き起こすことで、その活性と細胞内局在の双方を制御する。
GKRPはヒトでは626アミノ酸からなる68 kDaのタンパク質であり、2番染色体の短腕（2p23）に位置する、19個のエクソンからなるGCKR遺伝子にコードされる。GKRPは1989年にEmile van Schaftingenによって発見と報告がなされた。

## 生理的機能
肝細胞中のグルコキナーゼ（GK）はグルコースをリン酸化し、グリコーゲンへの取り込みもしくは解糖のために備える。グルコースが十分量供給されている間は、GK活性の大部分はグリコーゲン合成が行われている細胞質周縁部で生じている。絶食によってグルコース供給が低下すると、細胞質でのGK活性は低下する。このGK活性調節にGKRPは関与しており、GKRPは細胞質の遊離型GKに結合して核内へ移行し、そこでGKを不活性型に保持する。食餌の消化によってグルコースやインスリンの濃度が上昇すると、GKはGKRPから放出されて細胞質へ戻る。そこでGKの大部分は二機能型酵素PFK-2/FBPase-2と結合する。
さまざまな哺乳類の肝細胞において、GKRPは常にGKよりも過剰量存在するが、GKRP:GK比は食餌、インスリンやその他の因子によって変動する。遊離型GKRPは核と細胞質の間を往復し、マイクロフィラメントと結合している可能性がある。
GKRPはGKへの結合をめぐってグルコースと競合し、結合した際にはGKを不活性化する。低グルコース条件下では、GKRPはGKを核内へ引き込む。肝細胞へ流入するグルコース量が上昇するとGKRPはGKを迅速に放出し、細胞質へ戻す。
GKRP自身も調節の標的となる。フルクトースとソルビトールはどちらもフルクトース-1-リン酸に変換され、GKRPを阻害してGKを遊離させる。フルクトース-6-リン酸もGKRP上の同じ部位に結合するが、こちらはGKRPのGKへの結合と不活性化能を高める。GKRPはAMP濃度の上昇によって誘導されるAMP活性化プロテインキナーゼによってリン酸化され、GK不活性化能が低下する。

## その他の器官
肝臓以外の器官や組織におけるGKRPの存在や役割は不明確である。一部の研究では、ラットの特定の肺細胞、膵島細胞、視床下部の室傍核の神経細胞には少量、少なくともGKRPをコードするRNAが存在することが発見されているが、これらの器官における生理的機能や重要性は不明である。

## 種間の差異
GKRPはラットの肝臓中に最初に発見された。そしてGKRPはマウスやヒト、その他の動物の肝臓においても同様の機能を果たしていることが発見された。ネコはGK活性を欠くという点で独特であり、GKRPも欠くことが発見されている。しかしながら、ネコ科のゲノムにはGKとGKRPの遺伝子はどちらも同定されている。

## 臨床的意義
インスリンの分泌や作用の機能不全と関係したGKの変異は高血糖、そして糖尿病（MODY2）の原因となり、分泌や作用の増幅と関係した変異は低血糖、そして高インスリン血性低血糖症の原因となる。こうした変異の一部では、GKRPとの相互作用の変化によって高血糖がもたらされている可能性がある。
GKRPをノックアウトしたマウスでは、GKの発現が低下し、細胞質にのみ存在するようになる。このマウスはグルコースに対する迅速な応答がみられず、耐糖能異常を示す。ヒトでもGKRPをコードする遺伝子（GCKR）の変異は若年発症成人型糖尿病（MODY）の原因となると考えられているが、実例は発見されていない。しかしながら、GCKRの多型はグルコース、インスリン、トリグリセリド、C反応性蛋白濃度の小さな差異と関係しており、2型糖尿病発症リスクの高低と関係していることが示されている。
GKの活性化剤は、2型糖尿病の治療薬として研究が行われている。GKRPの結合からの保護は、GK活性化機構の1つとなる可能性がある。